# Baest

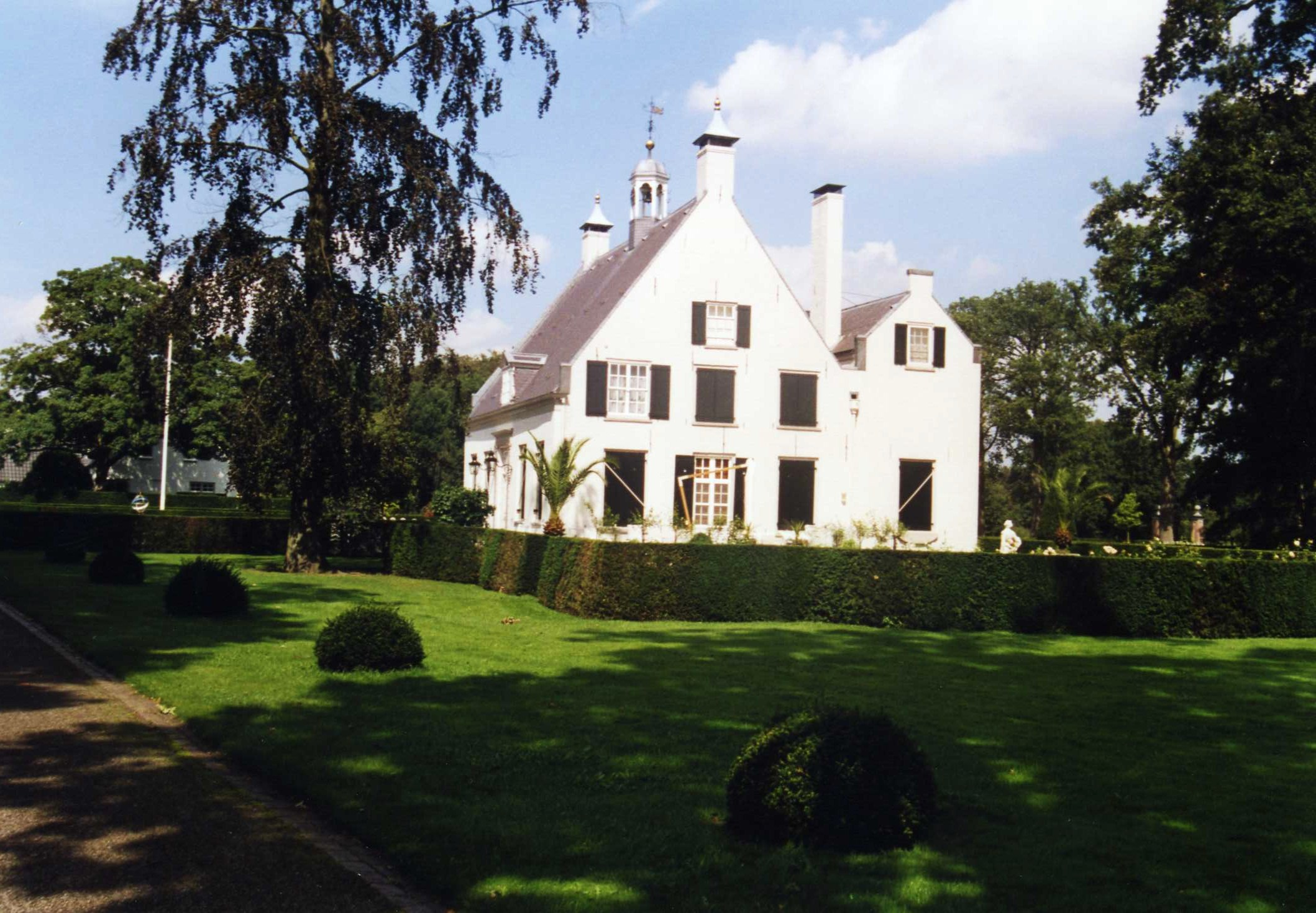
Baest

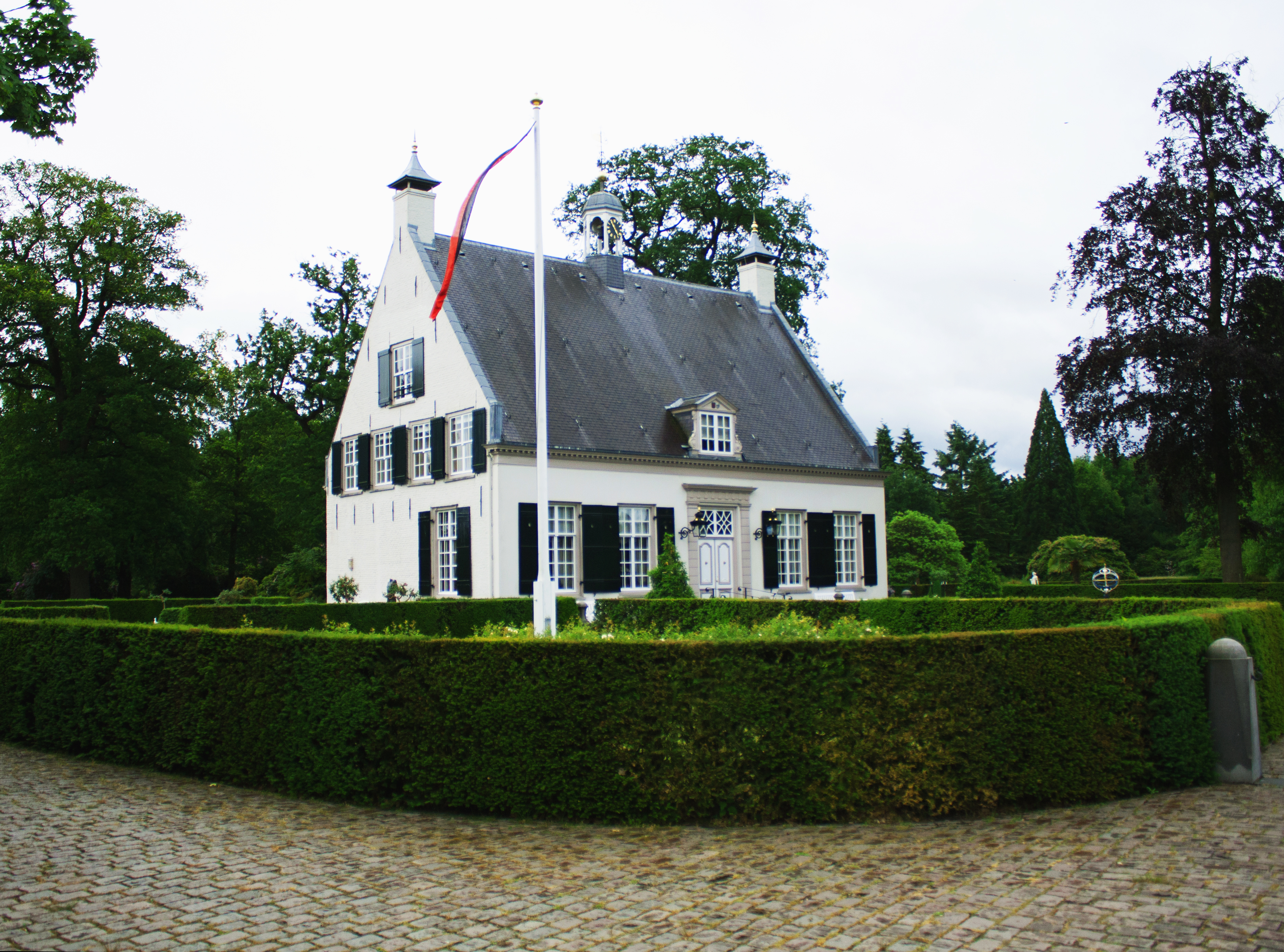
Het Huis te Baest, 't Spijker

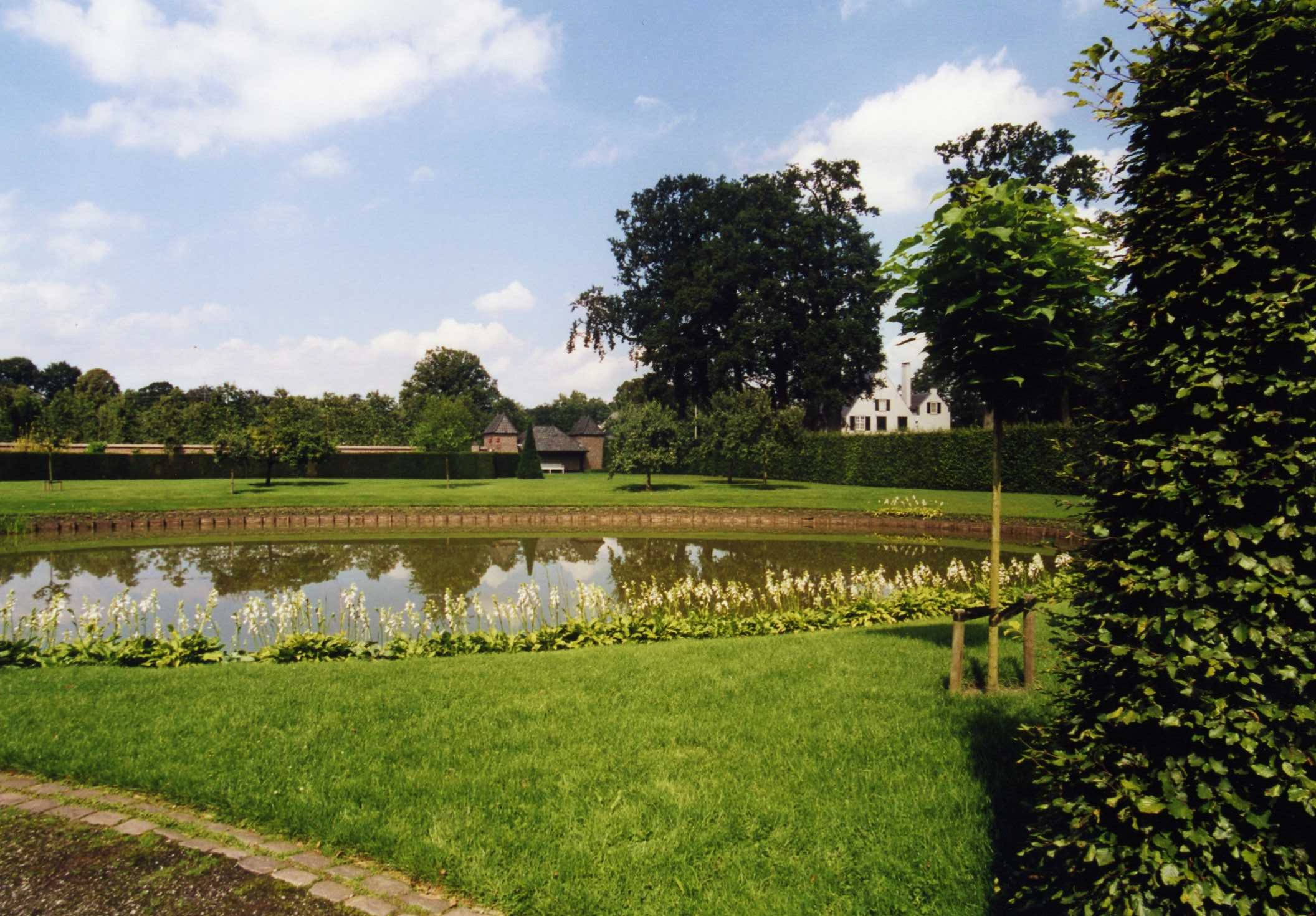
Tuin van het landgoed

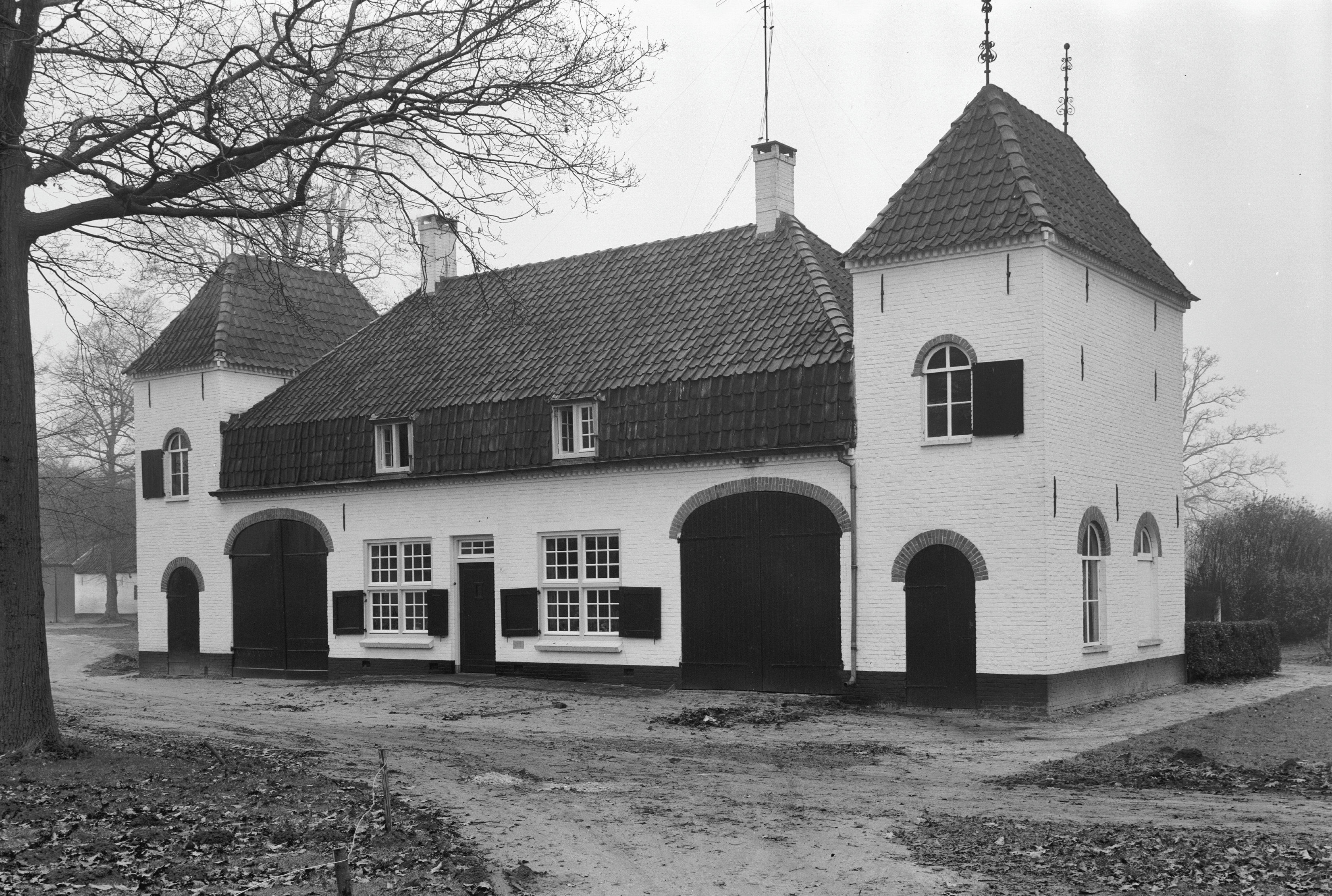
Huis te Baest

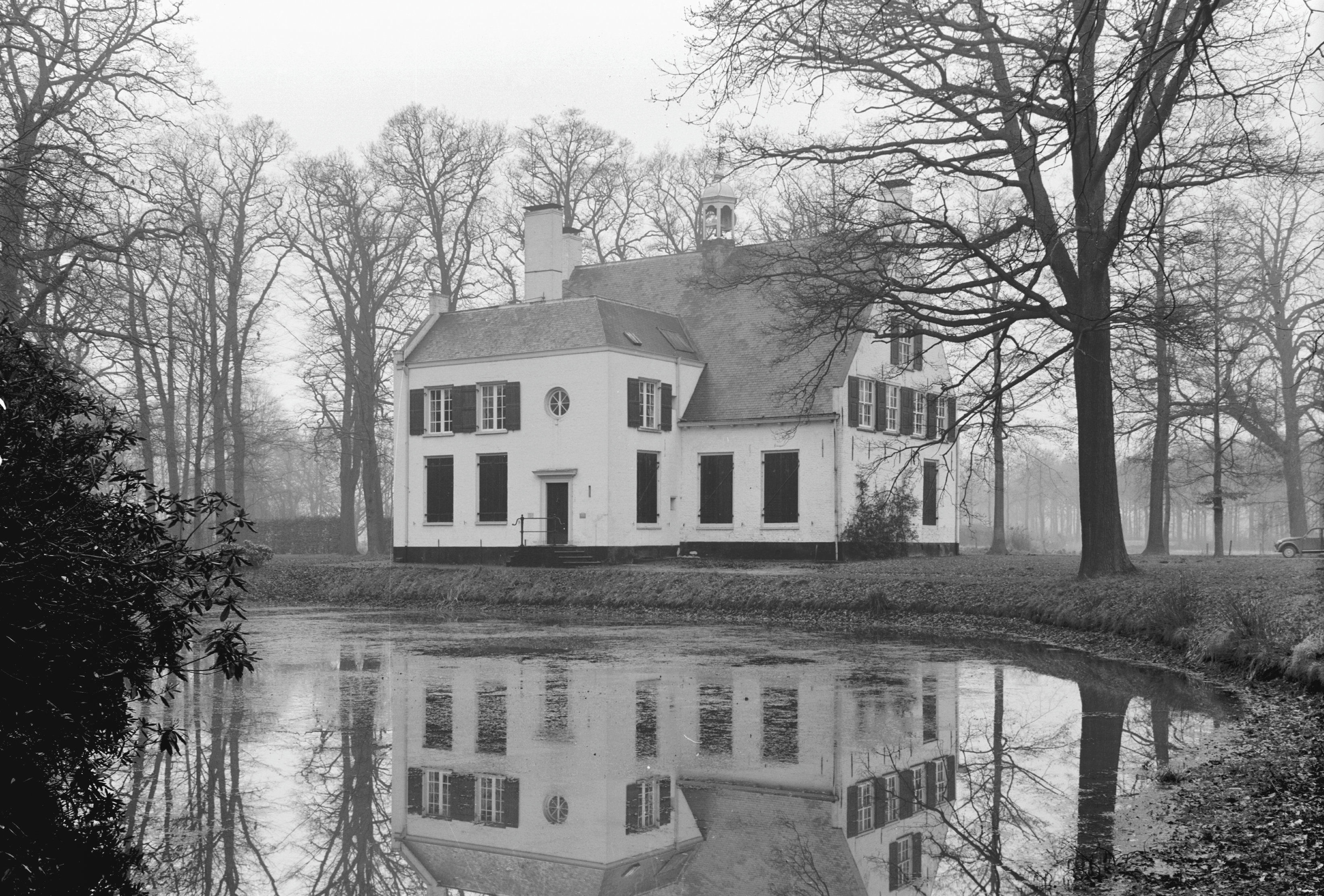
Achterzijde

Landgoed Baest is gelegen tussen Spoordonk en Middelbeers in de gemeente Oirschot. Het is particulier bezit.
Dit gebied van 380 ha is zowel vanuit natuurhistorisch als cultuurhistorisch oogpunt van groot belang.
Het gebied bestaat uit afwisselend naald- en loofbos met in het centrum een complex van akker- en weidegronden. Hier bevinden zich ook de gebouwen van het landgoed. Landgoed Baest is vrij toegankelijk voor wandelaars, met uitzondering van de onmiddellijke omgeving van het landhuis. Vier keer per jaar vindt er een seizoenswandeling plaats, waarbij belangstellenden tegen betaling rondgeleid kunnen worden op het landgoed.

## Geschiedenis
Baest wordt voor het eerst genoemd in een akte uit 1225. Het goed was destijds in handen van de Abdij van Berne, die het waarschijnlijk deed ontginnen in de tweede helft van de 12e eeuw. Vanaf 1267 ontstaat er onduidelijkheid over de rechthebbenden van Baest, wat vermoedelijk te wijten was aan gebrekkig beheer door de Abdij van Berne. Tussen 1317 en 1590 was Baest in het bezit van de Abdij van Tongerlo. Uit deze periode zijn veel oude pachtcontracten bewaard gebleven. In 1559 werden nieuwe bisdommen opgericht, en in 1590 werd Baest toegewezen aan de Bisschop van Den Bosch. Na de val van Den Bosch in 1629 en de vrede van Munster in 1648, viel het goed onder de Raad van State, die vanaf dat moment vele kerkelijke goederen verkocht aan particulieren. In 1659 wordt Baest gekocht door rentmeester Pieter Schuyl van Walhorn. Het huis te baest wordt hierbij genoemd: Steenen huijsinge genoempt den Spijcker. In 1773 werd het landgoed door Johan van Bommel gekocht. Het bestond uit een herenhuysinge en twee boerderijen, De Eikehoef en de Beukehoef. In 1777 werden er nog twee boerderijen bijgebouwd, De Lindehoef en de Masthoef. Het Huis te Baest, brandde in de eerste helft van de 16e eeuw af, maar werd op de middeleeuwse fundamenten opnieuw opgebouwd in 1549. In de 18e eeuw is het in classicistische stijl vernieuwd. Bij het landhuis bevindt zich een fraaie tuin.
Het landhuis is nog bewoond geweest door de adellijke familie De la Court, waaronder Paulus Emanuel de la Court (Gemert, 1770-1848) en Lambertus Bernardus de la Court (1846-1866). Van de laatste is nog een grafmonument aanwezig op de begraafplaats te Oostelbeers. Een van de laatste dochters van de la Court, Cecilia, trouwde met J.H.J. van de Mortel, notaris te 's-Hertogenbosch. Tegenwoordig is het landgoed eigendom van de familie Van de Mortel.

## Waterlopen
In 1928 werd het Wilhelminakanaal aangelegd, waardoor het landgoed in tweeën werd gedeeld.
De Groote Beerze en de Kleine Beerze stromen door het gebied, waar ze samenvloeien tot de Beerze. Van daar gaat ze met een duiker onder het kanaal door en vloeit verder naar het noorden. Het Waterschap heeft in de eerste helft van de twintigste eeuw ook de Beerze willen kanaliseren. De toenmalige eigenaar van het landgoed wilde dit niet aantasten. Daarom meanderen de Groote en Kleine Beerze nog binnen het landgoed. Ter wille van de waterafvoer is een omleidingskanaal gegraven.
De aanwezigheid van de riviertjes geven het landgoed een grote afwisseling, aangezien er droge en vochtige gedeelten bestaan. In de greppels vindt men veel Dubbelloof. Sedert 2007 wordt de beek tussen Baest en Spoordonk aangepast. Daarbij wordt de oorspronkelijke meanderende loop weer zo veel mogelijk hersteld en ook worden overstromingsgebieden aangelegd zodat de capaciteit voor waterberging toeneemt en nieuwe natuurgebieden worden geschapen.

## Natuur
Op het landgoed staan veel monumentale bomen, waaronder een zomereik van 500 jaar oud, en een vijftal eiken voor het huis te Baest aangeplant in 1790. Het bos is een droge vorm van berken-zomereikenbos, waarin we planten vinden als blauwe bosbes en hengel, terwijl langs de beken ook bleeksporig bosviooltje, dalkruid en gewone salomonszegel te vinden zijn. De weidebeekjuffer en de bosbeekjuffer zijn aan de beken gebonden libellen. Broedvogels zijn de bosuil, nachtegaal, wielewaal, zwarte specht, grote bonte specht, kleine bonte specht, boomklever en ijsvogel.

## Kapelletjes
- De Sint-Theresiakapel bevindt zich op het Landgoed Baest aan de dr. J. van de Mortellaan. Dit kapelletje is gebouwd in 1933 en hersteld in 1980.
- De Kapel van de Heilige Eik bevindt zich juist buiten het landgoed, in het uiterste noordoosten ervan, op de grens tussen de voormalige gemeenten Oirschot en Oost-, West- en Middelbeers.

## Afbeeldingen

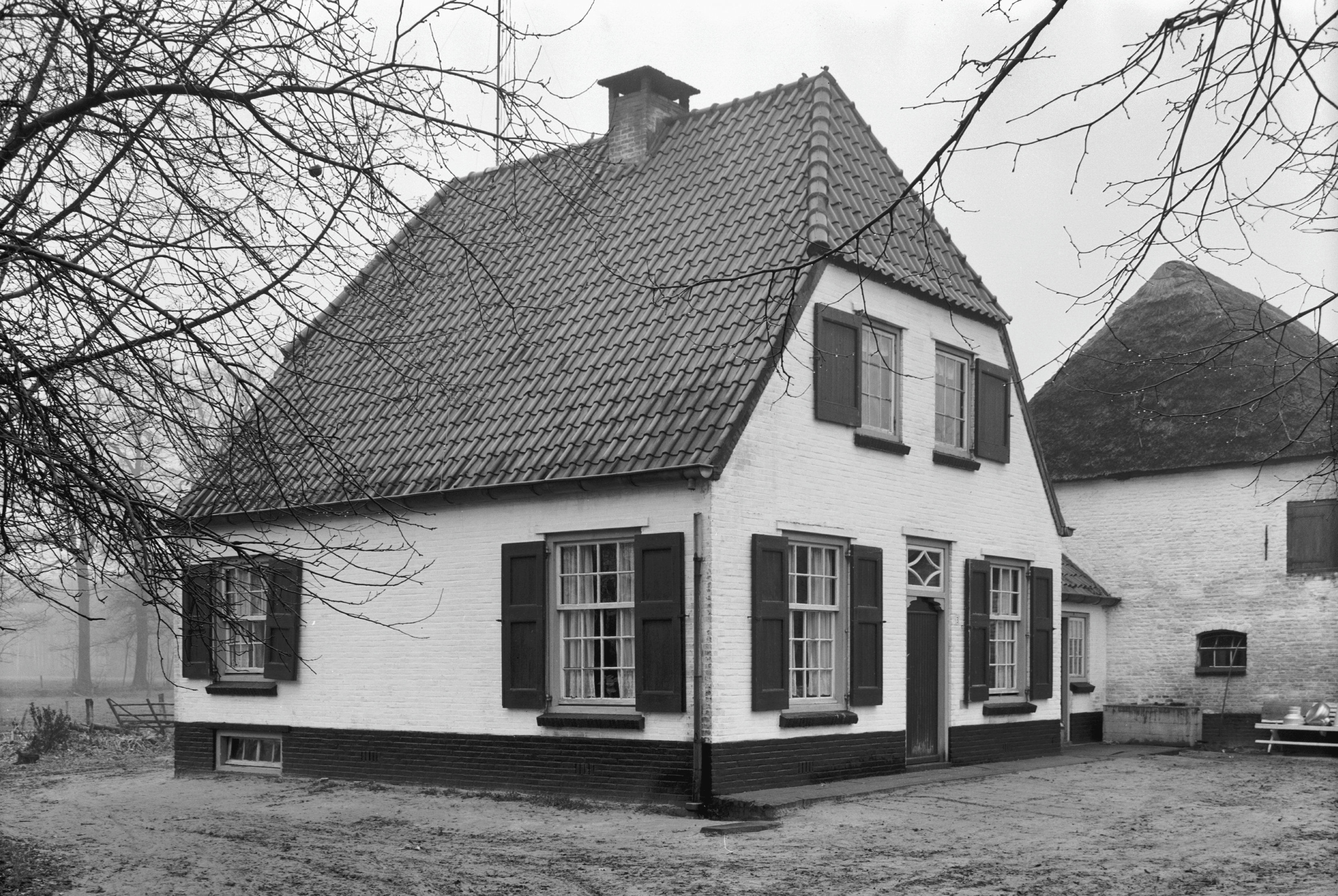
De Beukenhoef
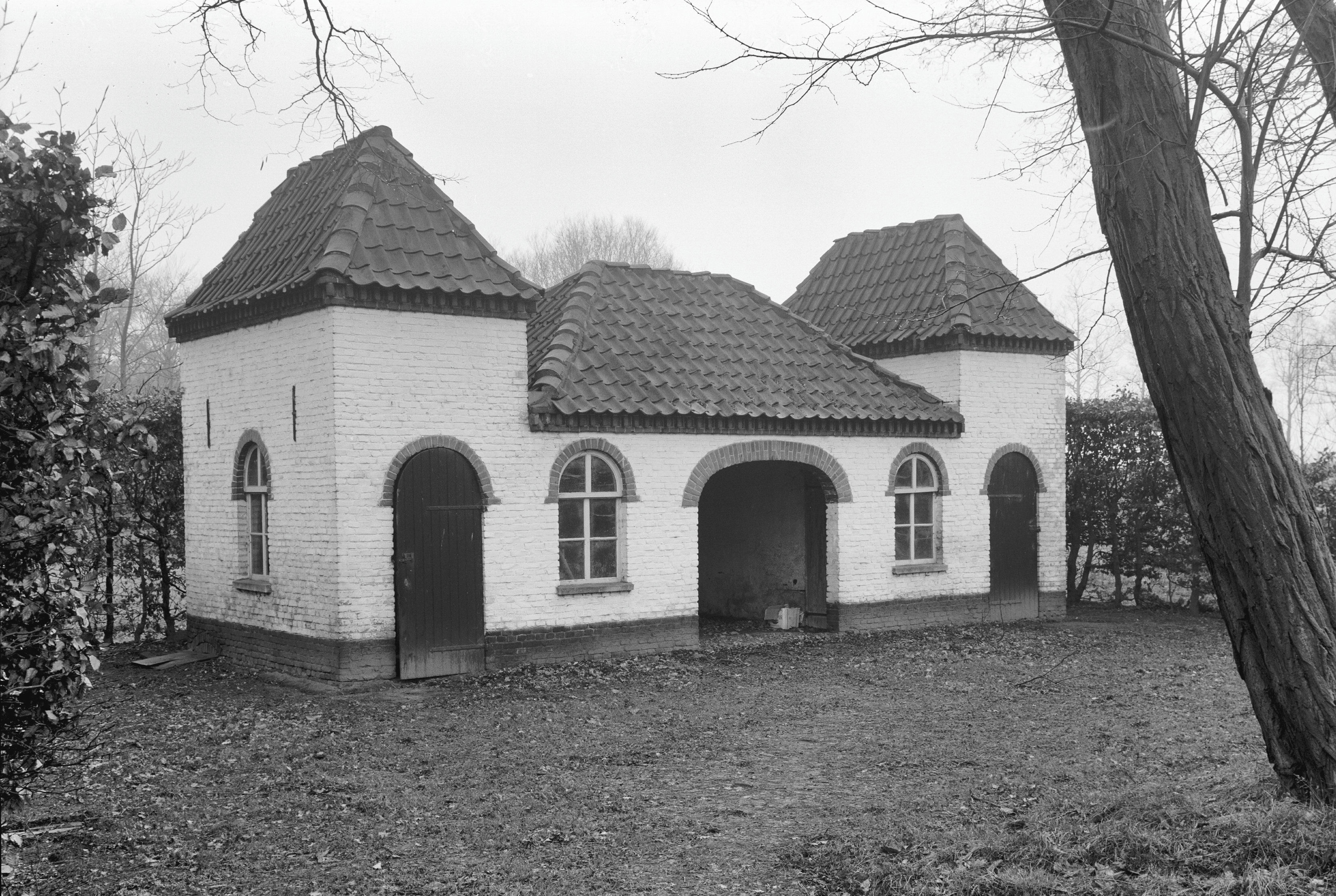
Poortgebouw
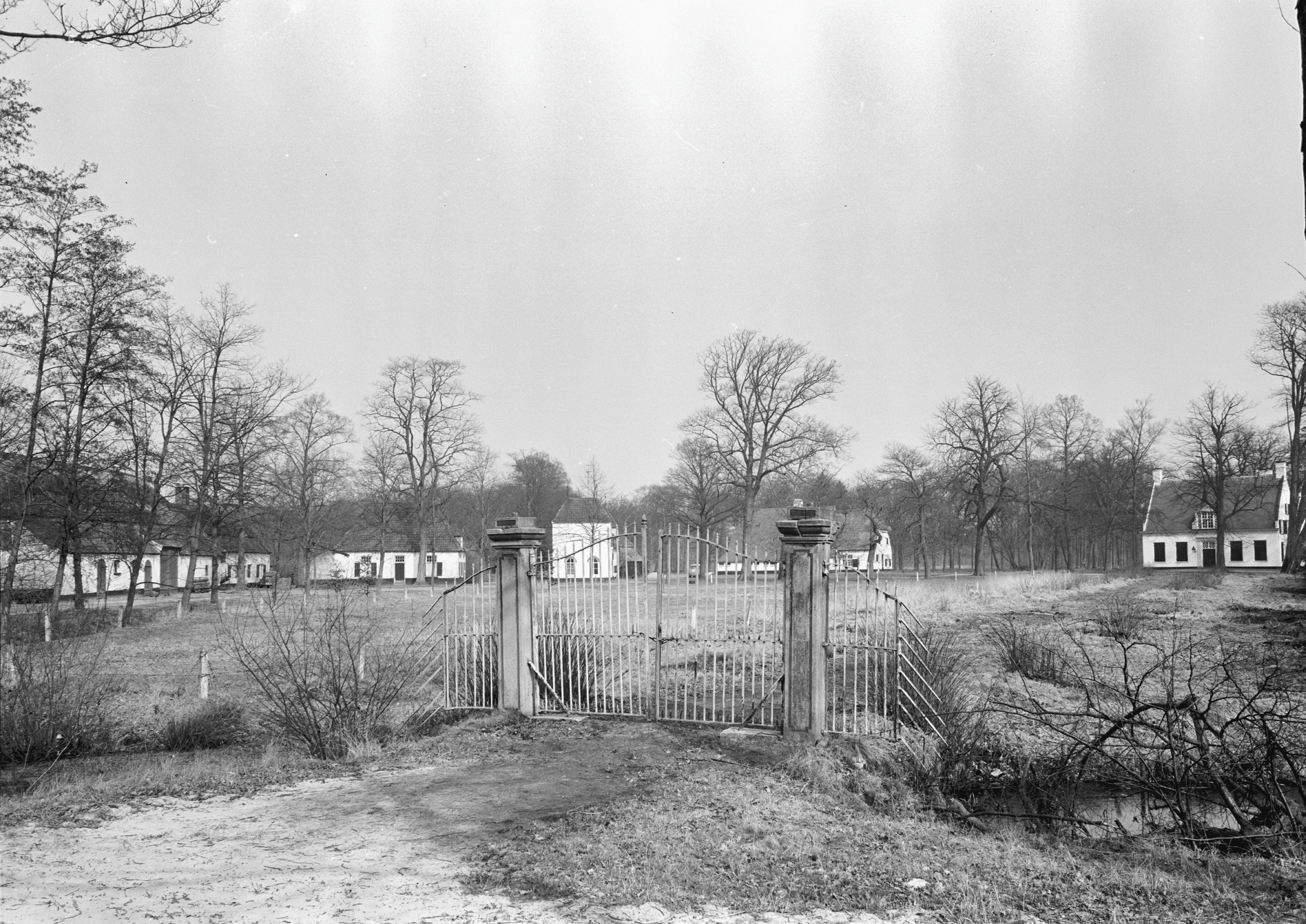
Bijgebouwen
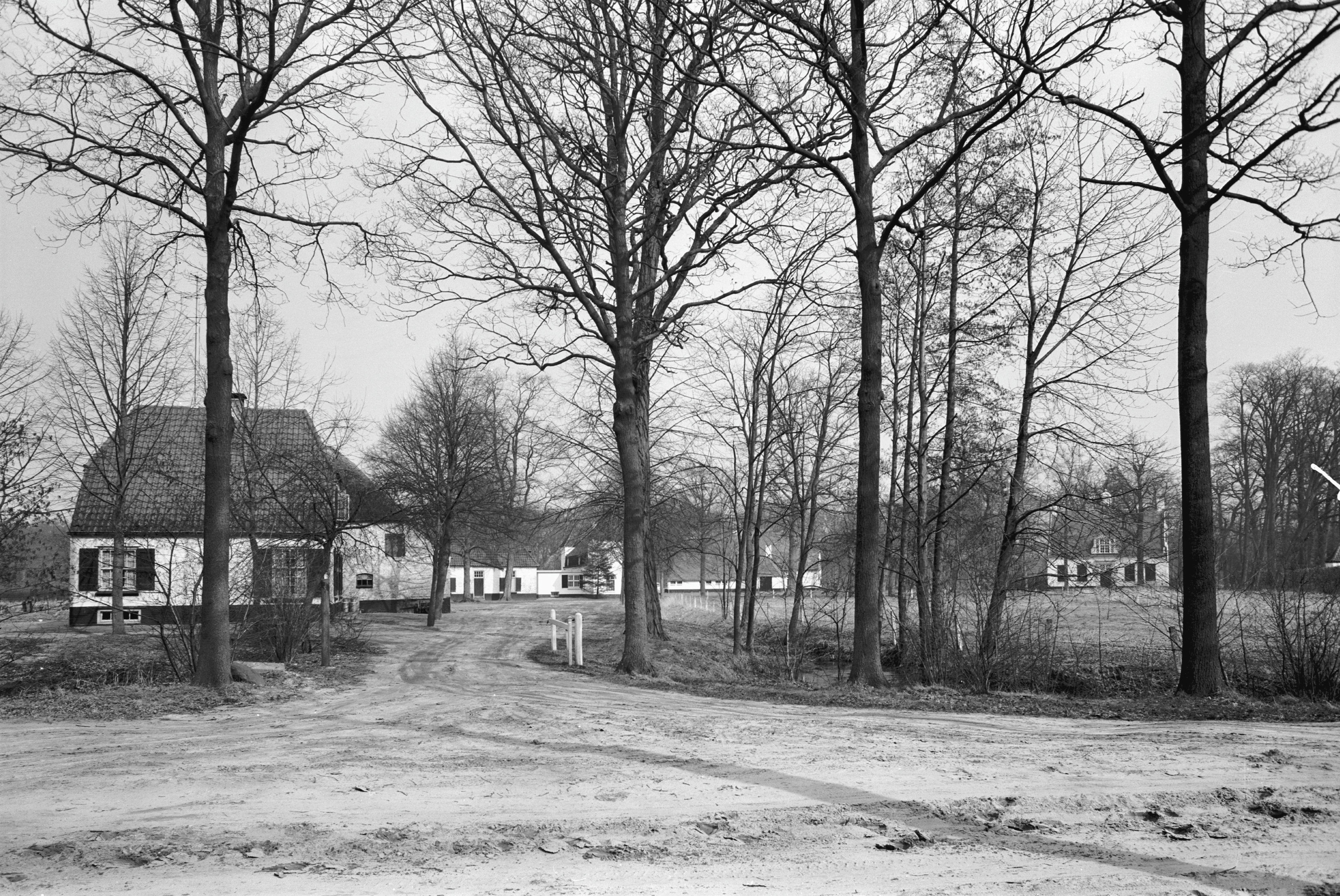
Park